# Neferircaré
Neferircaré ou Neferquerés foi o terceiro faraó da V dinastia egípcia, sucessor do seu pai Sefrés. Não é clara a duração do seu reinado. A Pedra de Palermo encontra-se partida a partir do quinto censo de gado; tendo em conta que a contagem do gado se fazia em geral cada dois anos, pode se contabilizar dez anos de reinado para Neferircaré. Segundo a lista de Manetão reinou vinte anos. A maioria dos egiptólogos considera que reinou dez anos ou onze anos.
A sua mãe foi a rainha Meretenebeti e o seu pai Sefrés. Foi casado com Quentecaus II, tendo tido com ela talvez dois filhos, Neferefre e Niuserré. Continuou as políticas dos seus antecessores, concedendo terras e bens aos nobres e aos templos. Durante o seu reinado os administradores locais adquirem cada vez mais autonomia em relação ao poder central, situação que eventualmente conduzirá à decadência do Egito durante o denominado Primeiro período intermediário. Este rei foi o primeiro a incluir de forma oficial na sua titulatura o nome "Filho de Rá", bem como a inscrever o seu nome de nascimento num cartucho.

## Pirâmide
O rei seguiu a tradição do seu antecessor e construiu o seu complexo funerário em Abusir. A sua pirâmide foi concebida inicialmente como uma pirâmide de seis degraus. Mais tarde os construtores modificaram a estrutura no sentido de oito degraus, tentando formar um pirâmide perfeita. Esta pirâmide era a mais alta das três pirâmides do complexo de Abusir. Contudo, o complexo funerário não chegou a ser concluído, devido à morte prematura do rei. Cerca de quinze anos depois, o rei Niuserré incorporaria a avenida e o templo do vale deste complexo no seu templo solar. Perto da pirâmides foram encontradas barcas solares, semelhantes às encontradas em Guiza. No complexo funerário foram também achados em 1893 fragmentos de papiros escritos em hierático, uma forma cursiva dos hieróglifos; trata-se dos documentos mais antigos que se conhecem escritos desta forma. Graças a ele é possível conhecer um pouco dos rituais praticados nos templos.